# Registro Nacional de Lugares Históricos em Nevada
Edifícios, locais, distritos e objetos no Registro Nacional de Lugares Históricos em Nevada. Desde 24 de maio de 2013 existem 372 propriedades e distritos listados do Registro Nacional de Lugares Históricos nos 16 condados de Nevada e na cidade de Carson City, incluindo os 8 nomeados no Marco Histórico Nacional.
O condado de Washoe é o que contem a maior quantidade de registros, enquanto os condados de Esmeralda e Eureka contem apenas um registro cada um. Os primeiros NRHPs em Nevada foram designados em 15 de outubro de 1966 e os mais recentes em 13 de fevereiro de 2013.

## Números de propriedades por condado
A relação a seguir lista as entradas atuais, por condado, pertencentes ao Registro Nacional de Lugares Históricos. Estas somas são baseadas em inscrições no Banco de Dados do Cadastro Nacional de Informações a partir de 24 de abril de 2008, e nas novas listas semanais postadas desde então no site do National Register of Historic Places. Há inclusões freqüentes e exclusões ocasionais à lista, fazendo com que as contagens mostradas aqui sejam aproximadas e não oficiais. Igualmente, a contagem desta tabela exclui o aumento e diminuição de fronteiras que modificam a área coberta por uma propriedade existente ou distrito e que apresentem um número de referência nacional distinto no Regisro Nacional.
|              | \| \| Condado \| Nº de lugares \| \| ------------ \| ------------ \| ------------- \| \| 1 \| Carson City \| 43 \| \| 2 \| Churchill \| 20 \| \| 3 \| Clark \| 61 \| \| 4 \| Douglas \| 23 \| \| 5 \| Elko \| 6 \| \| 6 \| Esmeralda \| 1 \| \| 7 \| Eureka \| 1 \| \| 8 \| Humboldt \| 14 \| \| 9 \| Lander \| 13 \| \| 10 \| Lincoln \| 9 \| \| 11 \| Lyon \| 10 \| \| 12 \| Mineral \| 4 \| \| 13 \| Nye \| 53 \| \| 14 \| Pershing \| 9 \| \| 15 \| Storey \| 12 \| \| 16 \| Washoe \| 80 \| \| 17 \| White Pine \| 19 \| \| (duplicados) \| (duplicados) \| (6)[3] \| \| TOTAL \| TOTAL \| 372 \| |               |
|              | Condado | Nº de lugares |
| 1            | Carson City | 43            |
| 2            | Churchill | 20            |
| 3            | Clark | 61            |
| 4            | Douglas | 23            |
| 5            | Elko | 6             |
| 6            | Esmeralda | 1             |
| 7            | Eureka | 1             |
| 8            | Humboldt | 14            |
| 9            | Lander | 13            |
| 10           | Lincoln | 9             |
| 11           | Lyon | 10            |
| 12           | Mineral | 4             |
| 13           | Nye | 53            |
| 14           | Pershing | 9             |
| 15           | Storey | 12            |
| 16           | Washoe | 80            |
| 17           | White Pine | 19            |
| (duplicados) | (duplicados) | (6)           |
| TOTAL        | TOTAL | 372           |